# グレッグ・トリベット
グレッグ・アーノルド・トリベット・ジュニア, グリッグ・トリベット（1968年11月7日 - ）は、アメリカ合衆国のギタリストである。現在はヘヴィメタルバンド「オーディオトプシー」のリードギタリスト兼バックボーカル担当である 

## 人物
1996年、ニューメタルバンド「マッドヴェイン」の創設メンバーとして結成、解散の2010年まで活動していた。2006年にチャド・グレイとバンド「ヘルイェー」として活動していたが2014年に他の音楽について追求するため脱退。2015年、マシュー・マクドノウ等と一緒にバンド「オーディオトプシー」を結成。
ニューメタルバンドマッドヴェインの創設メンバー、リードギタリスト、バックボーカルであり、メタルバンドヘルイェーの元リードギタリスト、バックボーカルでもありました  
彼は1996年の創設から2010年の解散までマッドヴェインにいました 
彼に影響を与えたギターリストとしてランディ・ローズを挙げている 

## 使用楽器
Tribbettは、Gibson Flying Vs、Gibson Les Pauls、Ibanez Sシリーズ、Ibanez Artists ARX300、Washburn Vs、Legator Vsなど、幅広いギターで演奏することで知られている。  LegatorはTribbettのシグネチャーギターを製造している。 